# 绒毛紫矿
绒毛紫矿（学名：Butea braamiana）为豆科紫礦屬下的一个种。